# 鳥羽ショッピングプラザハロー
鳥羽ショッピングプラザハロー（とばショッピングプラザハロー）は、三重県鳥羽市にある、イオン鳥羽店を核店舗とする、ショッピングセンターである。

## 概要
鳥羽市唯一のイオンが入居しているがあくまでテナントであり、施設運営は行っていない。そのため、イオン鳥羽店以外のテナントにはイオングループの店舗がないのが特徴である。
- 「株式会社鳥羽ショッピングプラザ」の社長は、SC内で「ムラタ薬局」を出店している「第一調剤・村田調剤薬局」の社長が兼任している[3]。現社長は2代目で、先代の社長は現社長の父である[4]。

2014年（平成26年）の商業統計によると、商業地区「鳥羽ショッピングプラザビル」の事業所数は12事業所、就業者数107人（うち従業者数105人）、売場面積4,280 m2、年間販売額20億65百万円で、事業所数以外はいずれも鳥羽市最大の商業地区となっている。

## 沿革
- 1976年（昭和51年）11月 - 「株式会社鳥羽ショッピングプラザ」を設立する[6]。
- 1978年（昭和53年）7月19日 - 鳥羽ショッピングプラザ「ハロー」が開業する[7]。
- 1985年（昭和60年）11月28日 - 百五銀行の「鳥羽支店市民の森出張所」が併設される[8]。
- 1993年（平成5年）9月6日 - 百五銀行の「鳥羽支店市民の森出張所」が「鳥羽東支店」に昇格する[9]。
- 2002年（平成14年）9月6日 - 鳥羽市内で12路線の無料送迎バスの自主運行を開始する[4]。

## 主なテナント
- イオン鳥羽店
- 百五銀行鳥羽東支店
- アイティービーハロー店
- 100円ショップmeets.
- ATMコーナー
  - ゆうちょ銀行
  - イオン銀行
  - 三十三銀行
  - ろうきん
- 米若クリーニング
- 寿司丸忠ハロー鳥羽店
- ムラタ薬局ハロー店
- 小林内科クリニック
- ファミリーレストランすみれ
- 七越：麺類・丼物
- ちょぼたこだいちゃん[たこやき]
- タルテット[ケーキ]
- 丸佐商店[タバコ][お酒類]
- パンダが18 [カレー]

## 周辺
- 市民の森公園
- 鳥羽市立図書館
- 三重県立鳥羽高等学校
- 鳥羽商工会議所
- 鳥羽中央公園
- 安楽島大橋

## アクセス
- 近鉄志摩線 志摩赤崎駅より徒歩約10分（約900m）
- 鳥羽バスセンター（鳥羽駅）よりかもめバス（鳥羽市コミュニティバス）石鏡港・国崎・畔蛸口・鳥羽展望台行き乗車、「ハロー」停留所下車すぐ。

## 備考
- 2021年（令和3年）11月1日、正面出入口側に2021年開催の東京オリンピックの金メダリストを称えるゴールドポスト（第5号）が設置された（ゴールドポストプロジェクト[10]）。